# Cementerio Oakwood Memorial Park
The Oakwood Memorial Park Cemetery  es un cementerio en Chatsworth, Los Ángeles, California. Comenzó a ser usado como cementerio en 1924, y había sido antes un cementerio indio antes de que el fuego destruyera todas las cruces de madera que marcaban el sitio. Entre otras personas, algunas personajes famosos entán enterrados en este sitio:
- Fred Astaire (1899-1987), actor y bailarín.
- Stephen Boyd (1928-1977), actor.
- Grace Cunard (1893-1967), actriz.
- Frank Kelly Freas (1922-2005), ilustrador.
- Gloria Grahame (1923-1981), actriz.
- Al Jennings (1863-1961), actor.
- Trinity Loren (1964-1998), actriz de cine pornográfico.
- Dorothy Mackaye (1899-1940), actriz.
- Freddie Perren (1943-2004), cantante y productor musical.
- Ginger Rogers (1911-1995), actriz y bailarina.
- Ted Snyder (1881-1965), compositor.

El cementerio está ubicado en Lassen Street 22601.

## Sitios Externos
- Sitio web oficial

34°15′10″N 118°37′10″O / 34.25278, -118.61944
- Datos: Q7074324
- Multimedia: Oakwood Memorial Park Cemetery / Q7074324